# بخش کونسکی
بخش کونسکی (به لاتین: Kunyinsky District) یک منطقهٔ مسکونی در روسیه است که در استان پسکوف واقع شده‌است.